# Stetten am kalten Markt
Pour les articles homonymes, voir Stetten.
Stetten am kalten Markt (abrégé : Stetten a.k.M.; kalten = « froid ») est une commune, entre Schwenningen et Sigmaringen,  dans le Landkreis (arrondissement) de Sigmaringen dans le Bade-Wurtemberg en Allemagne.
De 1945 à 1997 Stetten am kalten Markt était un important cantonnement des Forces françaises en Allemagne et disposait d'un établissement scolaire de la Direction de l'enseignement français en Allemagne (école Bertrand Du Guesclin).

## Histoire
La zone était autrefois possession du monastère de Reichenau.
Le Dreibannmarke, à la frontière de trois États (Würtemberg, Bade, Hohenzollern), ou Bahn, était une sorte de prairie servant de halte pour les marchands ambulants.
La contrebande semble avoir existé jusqu'en 1835, sous la protection des chasseurs locaux.

## Personnalités liées a Stetten a.k.M.
- Michael Beck (*1960), Oberbürgermeister (maire) de la Ville de Tuttlingen
- Wolfgang Urban (*1948), diacre, conservateur du musée du diocèse de Rottenburg-Stuttgart

## Jumelage
- Montlhéry (France) depuis 1982

## Galerie

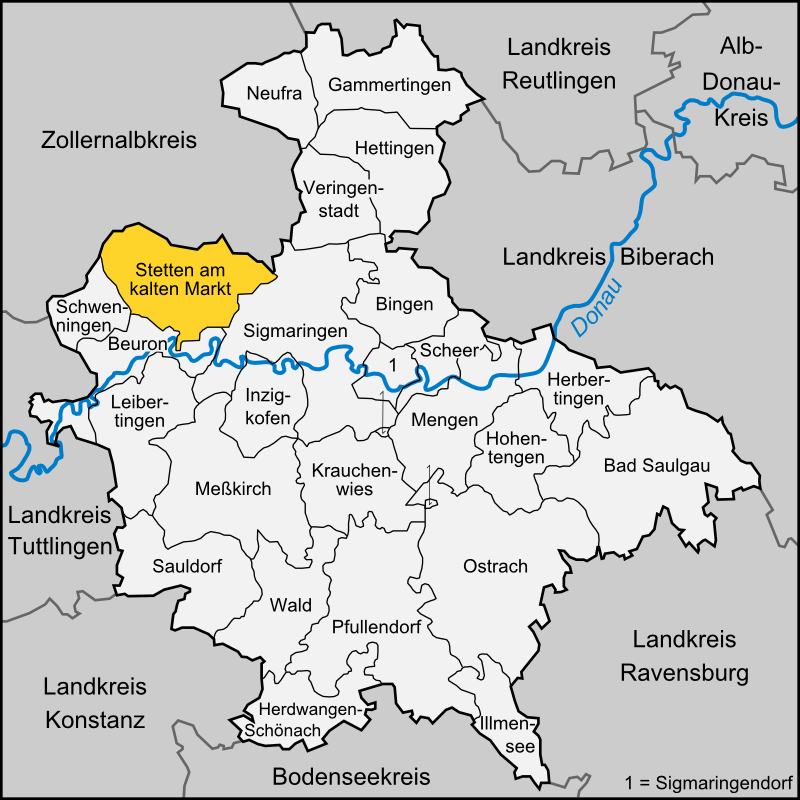
Situation
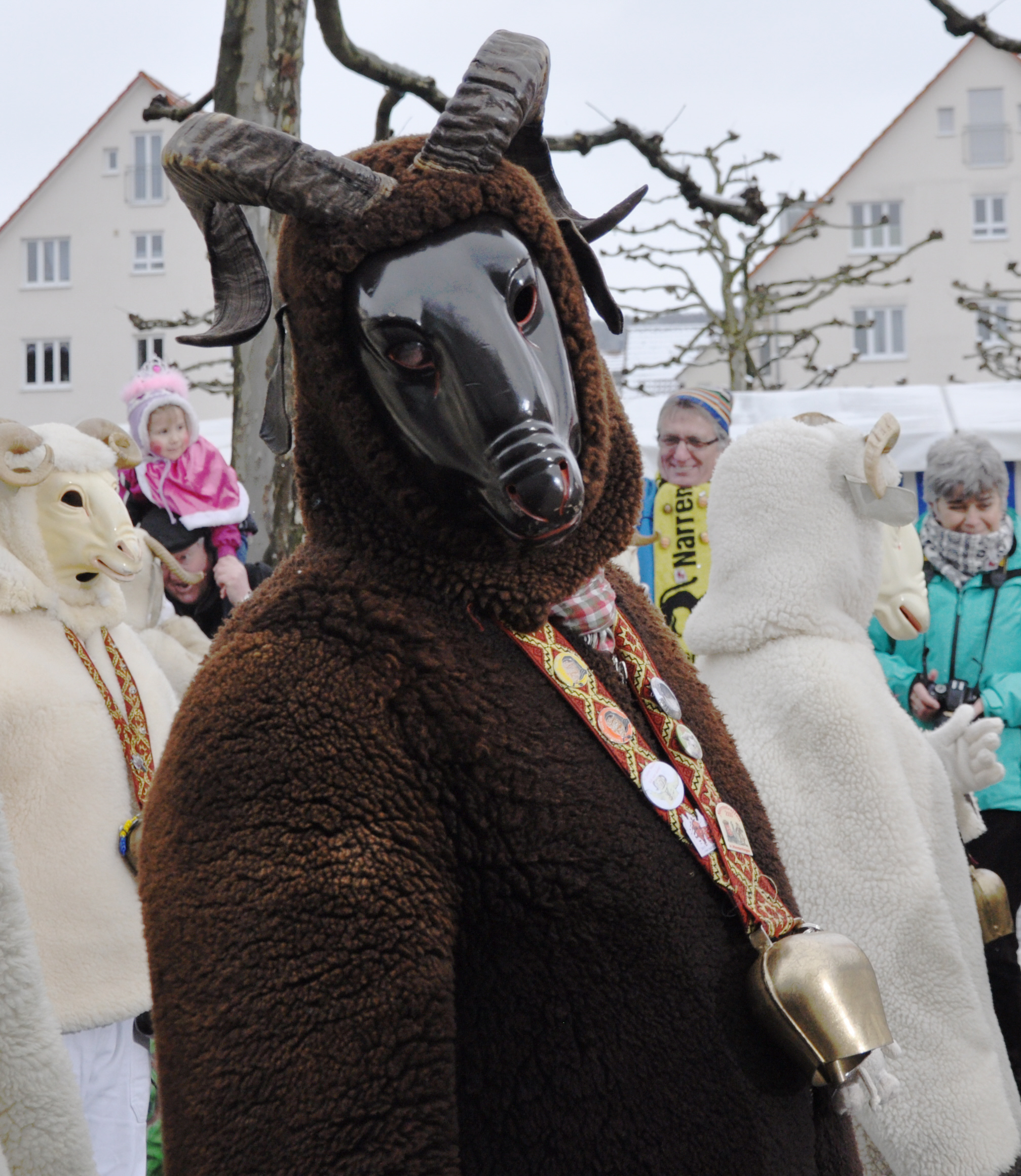
Carnaval
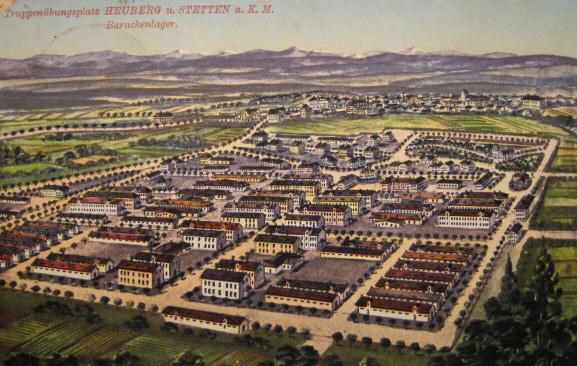
Camp de Heuberg